# Castelletto sopra Ticino
Castelletto sopra Ticino, còn có tên địa phương Castelletto Ticino hay Castelletto, là một đô thị ở tỉnh Novara ở vùng Piedmont của Ý, tọa lạc cách 100 km về phía đông bắc của Torino và khoảng 30 km về phía bắc của Novara.
Tại thời điểm ngày 31 tháng 12 năm 2004, đô thị này có dân số 9.323 người và diện tích là 14,6 km².
Castelletto sopra Ticino giáp các đô thị: Borgo Ticino, Comignago, Dormelletto, Golasecca, Sesto Calende, Somma Lombardo, và Varallo Pombia.

## Biến động dân số

### Người nổi tiếng
Serafino Belfanti, nhà miễn dịch học, người Ý đầu tiên sản xuất Vắcxin.